# Макс Чилтон
Макс Александр Чилтон (англ. Max Alexander Chilton; нар. 21 квітня 1991, Рейгейт, Велика Британія) — британський автогонщик. Дебютував у Формулі-1 у сезоні 2013 року за команду «Маруся».

## Загальна інформація
Чилтон народився в місті Рейгейт, що в графстві Суррей. Його батько, Грем — британський мультимільйонер, голова страхової кампанії «Aon Benfield» і віце-призидент «Aon Corporation». У 2000–2008 роках Макс навчався в Ардінглійському коледжі (англ. Ardingly College). Його старшого брата звати Том, який також є автогонщиком і виступає на Чемпіонаті світу серед легкових автомобілів.

## Кар'єра

### Картинг
Чилтон розпочав свою гоночну кар'єру з картингових змагань у віці 10 років. Перш ніж перейти до молодіжних гонок TKM, він протягом двох років навчався їзді на картах. Британець почав робити собі ім'я, виступаючи на перегонах J.I.C.A, де неодноразово піднімався на подіум. Протягом цього періоду своєї гоночної кар'єри він також брав участь в національному картовому чемпіонаті Super 1 (англ. Super 1 National Kart Championships).

### T Cars
У 2005 році Чилтон дебуютував у кузовних перегонах T Cars, які розраховані для виступу водіїв віком від чотирнадцяти до сімнадцяти років. Свій перший сезон він закінчує на восьмому місці. Цього ж року британець займає третє місце на T Cars Autumn Trophy. У кузовних перегонах Чилтон продовжував виступати аж до сезону 2006 року, де зайняв друге місце, поступившись лідеру чемпіонату Лучано Бачеті лише трьома очками.

### Формула-3

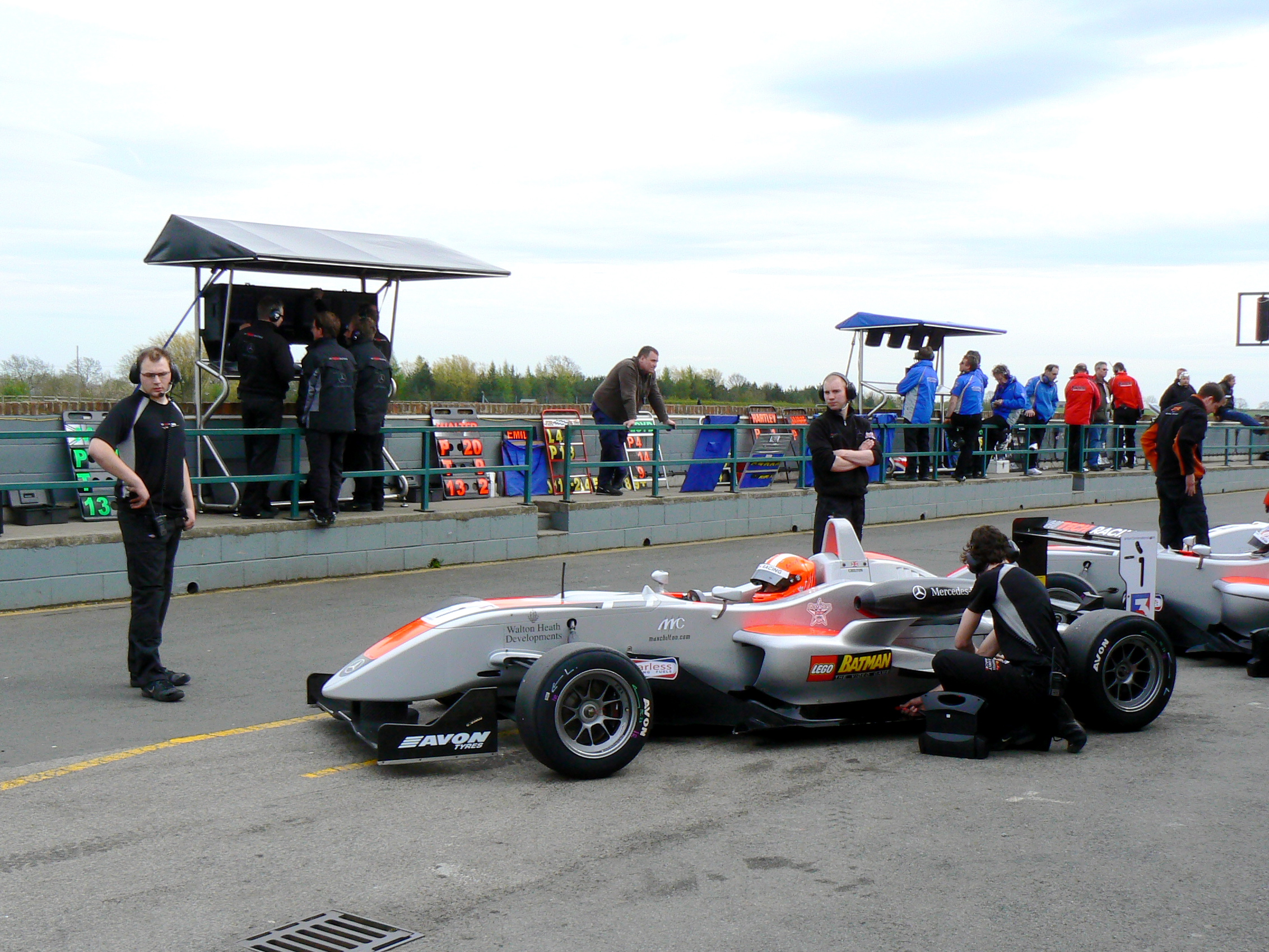
Чилтон за кермом боліду команди «Хайтек Рейсінг» у 2008 році.

У Британській Формулі-3 Чилтон дебютував на другому етапі сезону 2007 року за команду «Арена Інтернешнл». Незважаючи на те, що в даних перегонах діє обмеження у віці (гонщик має бути старше 16 років), британцю був наданий спеціальний дозвіл напередодні його 16-го дня народження, що дало йому можливість узяти участь у змаганнях.
Його найкращим результатом стало одинадцяте місце, яке він показав на трасах Бухарестринг і Брендс-Гетч. Паралельно з гонками в британському чемпіонаті, Чилтон виступив на чемпіонаті Star Mazda (англ. Star Mazda Championship), що відбувся на трасі Лагуна Сека та разом зі своїм братом узяли участь в заїзді 1000 км Сільверстоуна за команду «Арена», де зайняли шосте місце.
На свій другий сезон у Британській Формулі-3 Чилтон змінив команду і перейшов до стайні Девіда Гейлі «Хайтек Рейсінг». Чемпіонат британець закінчив на десятому місці з двома поулами (в Монці та Рокінгемі) і двома подіумами (2-е місце на гонці-відкриття в Оултон-Парку і 3-є — в Рокінгемі). У сезоні 2009 року перейшов до «Карлін Мотоспорт» за яку заробив три поул-позиції. Протягом сезону Чилтон переміг у двох гонках: на автодромі Алгарве і на своїй останній гонці в Формулі-3 на трасі Брендс-Гетч.

### GP2
У серії перегонів GP2 Asia в сезоні 2009-10 років Чилтон виступав за команду «Barwa Addax». Звідти в 2010 він перейшов до стайні «Ocean Racing Technology» серії GP2, де найкращим його результатом у гонці стало п'яте місце.
У 2011 Чилтон приєднався до команди «Карлін» за яку раніше виступав у Формулі-3. За весь сезон британцю вдалося набрати лише чотири очки, зайнявши при цьому 20-е місце. Його найкращим результатом стало шосте місце в Монако та на Нюрбургринзі. На сезон 2012 року, «Карлін» заключила партнерство з командою Формули-1 «Маруся», після чого змагалася під назвою «Маруся Карлін Мотоспорт» (англ. Marussia Carlin Motorsport). Чилтон зберіг місце і значно покращив свої результати. Уже на першому етапі на трасі Сепанг в Малайзії британець піднявся на подіум, згодом здобув поул-позицію та перемогу в Угорщині на Хунгароринзі. У результаті зі 169 набраними очками він піднявся на четверте місце в особистому заліку чемпіонату світу.

### Формула-1

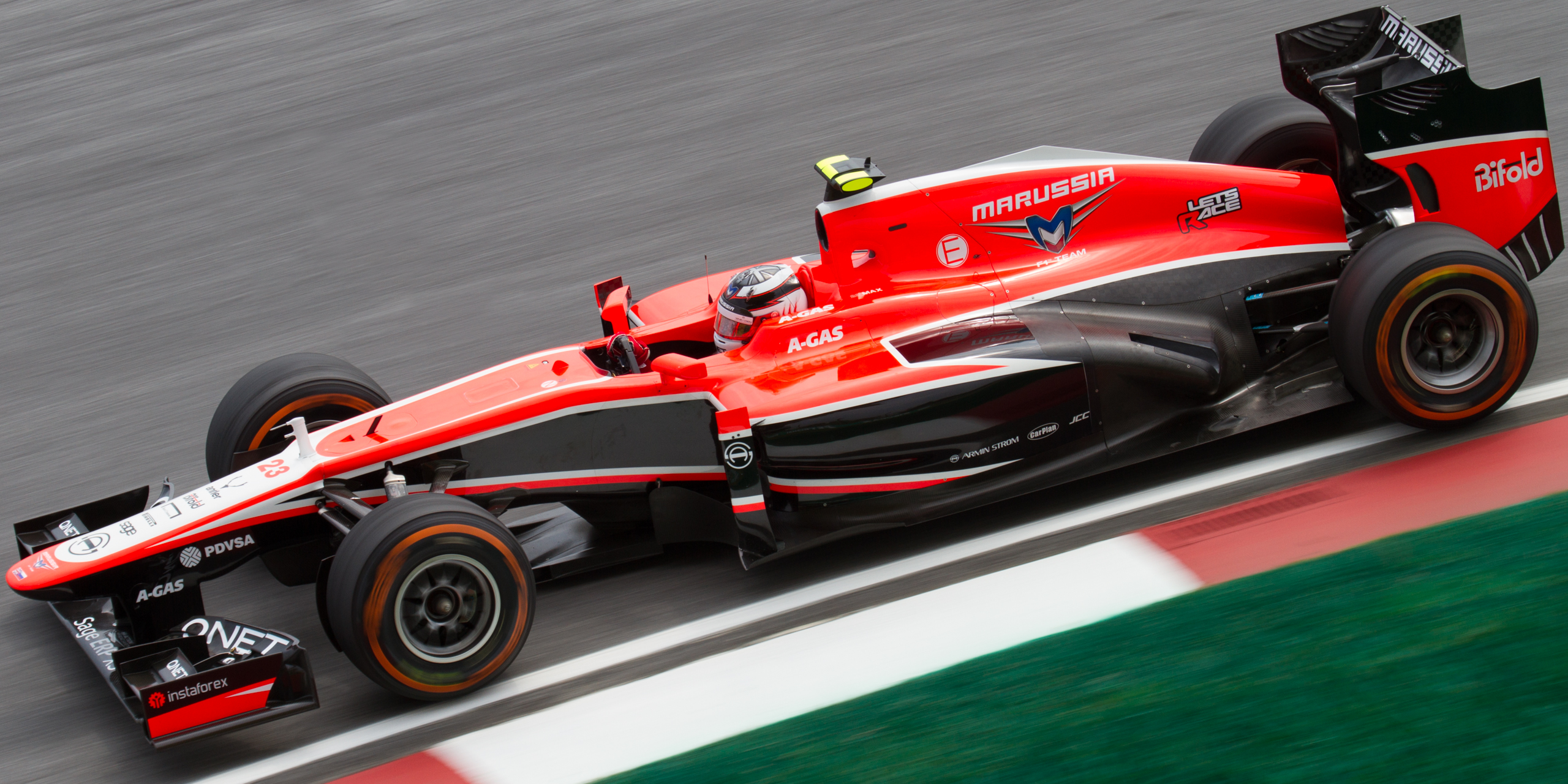
Чилтон за кермом боліду на Гран-прі Малайзії 2013.

У листопаді 2011 року Чилтон взяв участь у тестах для молодих пілотів на трасі Яс Марина в Абу-Дабі за команду «Форс Індія». Це стало його другим досвідом їзди за кермом боліду Формули-1 після аеродинамічних тестів на початку року. Згодом британця було затверджено як тестового і резервного пілота команди «Марусі» на другу частину сезону 2012 року, починаючи з Гран-прі Японії. У листопаді на першій практичній сесії Гран-прі Абу-Дабі 2012 року Чилтон змагався за «Марусю».
У грудні 2012, Микола Фоменко, інженерний директор «Марусі», оголосив, що Чилтон виступатиме за команду як повноцінний пілот у сезоні 2013 року. На своєму дебютному Гран-прі Австралії британець зайняв 20-ту позицію, а на гонці фінішував 17-им.

## Результати виступів

### Гоночна кар'єра
| Сезон | Серія                | Команда                  | Гонки          | Перемоги       | Поули          | ШК             | Подіуми        | Очки           | Місце          |
| ----- | -------------------- | ------------------------ | -------------- | -------------- | -------------- | -------------- | -------------- | -------------- | -------------- |
| 2005  | T Cars               |                          | ?              | ?              | ?              | ?              | 7              | ?              | 8              |
| 2005  | T Cars Autumn Trophy |                          | 7              | 0              | 0              | 0              | 4              | 106            | 3              |
| 2006  | T Cars               | Tomax                    | 20             | 7              | 7              | ?              | 14             | 167            | 2              |
| 2007  | Британська Формула-3 | Arena Motorsport         | 20             | 0              | 0              | 0              | 0              | 0              | 18             |
| 2008  | Британська Формула-3 | Hitech Racing            | 22             | 0              | 2              | 1              | 2              | 72             | 10             |
| 2009  | Британська Формула-3 | Carlin Motorsport        | 20             | 1              | 4              | 2              | 5              | 171            | 4              |
| 2009  | Формула-Рено 3.5     | Comtec Racing            | 1              | 0              | 0              | 0              | 0              | 0              | 40             |
| 2010  | GP2                  | Ocean Racing Technology  | 20             | 0              | 0              | 0              | 0              | 3              | 25             |
| 2011  | GP2                  | Carlin                   | 18             | 0              | 0              | 0              | 0              | 4              | 20             |
| 2012  | GP2                  | Marussia Carlin GP2 Team | 24             | 2              | 2              | 0              | 4              | 169            | 4              |
| 2012  | Формула-1            | Marussia F1 Team         | тестовий пілот | тестовий пілот | тестовий пілот | тестовий пілот | тестовий пілот | тестовий пілот | тестовий пілот |
| 2013  | Формула-1            | Marussia F1 Team         | 4              | 0              | 0              | 0              | 0              | 0*             | 22*            |

* Сезон триває.

### Результати виступів у Формулі-Рено 3.5
| Рік  | Команда       | 1       | 2       | 3       | 4       | 5          | 6       | 7       | 8       | 9       | 10      | 11      | 12      | 13      | 14      | 15      | 16      | 17      | Поз | Очки |
| ---- | ------------- | ------- | ------- | ------- | ------- | ---------- | ------- | ------- | ------- | ------- | ------- | ------- | ------- | ------- | ------- | ------- | ------- | ------- | --- | ---- |
| 2009 | Comtec Racing | КАТ СПР | КАТ ОСН | СПА СПР | СПА ОСН | МОН ОСН 19 | ХУН СПР | ХУН ОСН | СІЛ СПР | СІЛ ОСН | БУГ СПР | БУГ ОСН | АЛГ СПР | АЛГ ОСН | НЮР СПР | НЮР ОСН | АРА СПР | АРА ОСН | 40  | 0    |

### Результати виступів у GP2
| Рік  | Команда                  | 1            | 2          | 3            | 4          | 5          | 6           | 7            | 8            | 9            | 10         | 11         | 12         | 13         | 14           | 15         | 16           | 17           | 18         | 19         | 20         | 21        | 22        | 23        | 24         | Поз | Очки |
| ---- | ------------------------ | ------------ | ---------- | ------------ | ---------- | ---------- | ----------- | ------------ | ------------ | ------------ | ---------- | ---------- | ---------- | ---------- | ------------ | ---------- | ------------ | ------------ | ---------- | ---------- | ---------- | --------- | --------- | --------- | ---------- | --- | ---- |
| 2010 | Ocean Racing Technology  | ІСП ОСН 18   | ІСП СПР 16 | МОН ОСН Схід | МОН СПР 14 | ТУР ОСН 9  | ТУР СПР 11  | ВАЛ ОСН Схід | ВАЛ СПР 11   | ВЕЛ ОСН 19   | ВЕЛ СПР 19 | НІМ ОСН 19 | НІМ СПР 16 | УГО ОСН 17 | УГО СПР 16   | БЕЛ ОСН 17 | БЕЛ СПР 11   | ІТА ОСН 8    | ІТА СПР 5  | АБУ ОСН 12 | АБУ СПР 12 |           |           |           |            | 24  | 3    |
| 2011 | Carlin                   | ТУР ОСН Схід | ТУР СПР 17 | ІСП ОСН 12   | ІСП СПР 11 | МОН ОСН 7  | МОН СПР 6   | ВАЛ ОСН Схід | ВАЛ СПР Схід | ВЕЛ ОСН Схід | ВЕЛ СПР 19 | НІМ ОСН 17 | НІМ СПР 6  | УГО ОСН 18 | УГО СПР Схід | БЕЛ ОСН 15 | БЕЛ СПР 16   | ІТА ОСН Схід | ІТА СПР 18 |            |            |           |           |           |            | 20  | 4    |
| 2012 | Marussia Carlin GP2 Team | МАЛ ОСН 3    | МАЛ СПР 7  | БАХ1 ОСН 4   | БАХ1 СПР 5 | БАХ2 ОСН 5 | БАХ2 СПР 13 | ІСП ОСН 7    | ІСП СПР 5    | МОН ОСН 5    | МОН СПР 2  | ВАЛ ОСН 7  | ВАЛ СПР 4  | ВЕЛ ОСН 9  | ВЕЛ СПР 19   | НІМ ОСН 14 | НІМ СПР Схід | УГО ОСН 1    | УГО СПР 11 | БЕЛ ОСН 12 | БЕЛ СПР 22 | ІТА ОСН 4 | ІТА СПР 6 | СІН ОСН 1 | СІН СПР 19 | 4   | 169  |

* Сезон триває.

### Результати виступів у GP2 Азія
| Рік     | Команда                 | 1           | 2           | 3          | 4          | 5           | 6           | 7           | 8           | Поз | Очки |
| ------- | ----------------------- | ----------- | ----------- | ---------- | ---------- | ----------- | ----------- | ----------- | ----------- | --- | ---- |
| 2009–10 | Barwa Addax Team        | АБУ1 ОСН 16 | АБУ1 СПР 17 |            |            | БАХ1 ОСН 18 | БАХ1 СПР 12 | БАХ2 ОСН 19 | БАХ2 СПР 15 | 18  | 2    |
| 2009–10 | Ocean Racing Technology |             |             | АБУ2 ОСН 8 | АБУ2 СПР 6 |             |             |             |             | 18  | 2    |
| 2011    | Carlin                  | АБУ ОСН 12  | АБУ СПР 18  | ІТА ОСН 22 | ІТА СПР 15 |             |             |             |             | 22  | 0    |

### Результати виступів у Формулі-1
| Рік  | Команда          | Шасі          | Двигун                     | 1      | 2      | 3      | 4      | 5      | 6      | 7        | 8      | 9      | 10     | 11     | 12     | 13       | 14     | 15     | 16       | 17     | 18       | 19     | 20  | Місце | Очки |
| ---- | ---------------- | ------------- | -------------------------- | ------ | ------ | ------ | ------ | ------ | ------ | -------- | ------ | ------ | ------ | ------ | ------ | -------- | ------ | ------ | -------- | ------ | -------- | ------ | --- | ----- | ---- |
| 2012 | Marussia F1 Team | Marussia MR01 | Cosworth CA2012 V8         | АВС    | МАЛ    | КИТ    | БАХ    | ІСП    | МОН    | КАН      | ЄВР    | ВЕЛ    | НІМ    | УГО    | БЕЛ    | ІТА      | СІН    | ЯПО    | КОР      | ІНД    | АБУ тест | США    | БРА | -     | -    |
| 2013 | Marussia F1 Team | Marussia MR02 | Cosworth CA2013 V8         | АВС 17 | МАЛ 16 | КИТ 17 | БАХ 20 | ІСП 19 | МОН 14 | КАН 19   | ВЕЛ 17 | НІМ 19 | УГО 17 | БЕЛ 19 | ІТА 20 | СІН 17   | КОР 17 | ЯПО 19 | ІНД 17   | АБУ 21 | США 21   | БРА 19 |     | 23    | 0    |
| 2014 | Marussia F1 Team | Marussia MR03 | Ferrari 059/3 1.6 V6 turbo | AUS 13 | MAL 15 | BHR 13 | CHN 19 | ESP 19 | MON 14 | CAN Схід | AUT 17 | GBR 16 | GER 17 | HUN 16 | BEL 16 | ITA Схід | SIN 17 | JPN 18 | RUS Схід | USA    | BRA      | ABU    |     | 21    | 0    |